# Zuid-Limburgse Stoomtrein Maatschappij

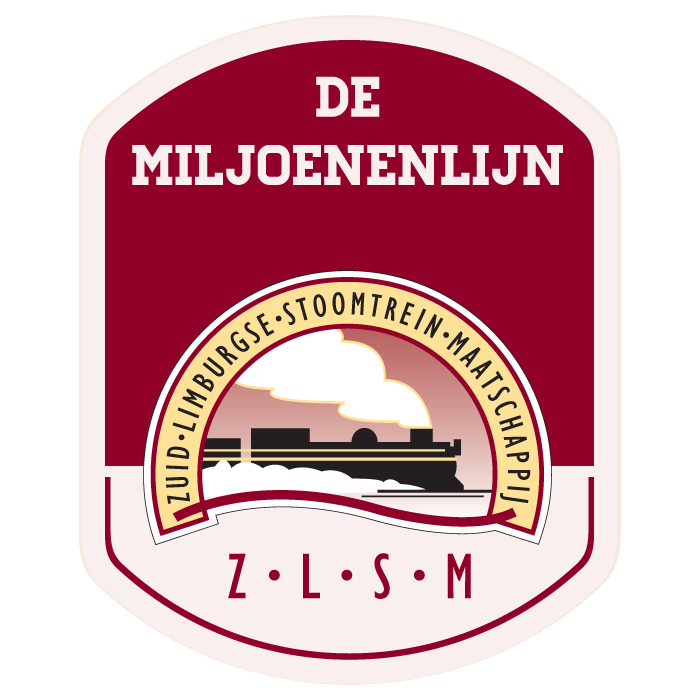
Logo der ZLSM

Die Zuid-Limburgse Stoomtrein Maatschappij (ZLSM; deutsch Südlimburgische Dampfeisenbahn-Gesellschaft) ist eine niederländische Eisenbahngesellschaft mit Sitz in Simpelveld, die 1988 ausschließlich zu dem Zweck gegründet wurde, auf einigen stillgelegten Bahnstrecken in der niederländischen Provinz Limburg eine Museumsbahn zu betreiben.
Sie betreibt heute mit der Strecke von Aachen-Vetschau über Simpelveld nach Schin op Geul den zeitweise stillgelegten Teil der Strecke Aachen-Maastricht sowie den Teil der Miljoenenlijn von Kerkrade nach Simpelveld.

## Geschichte

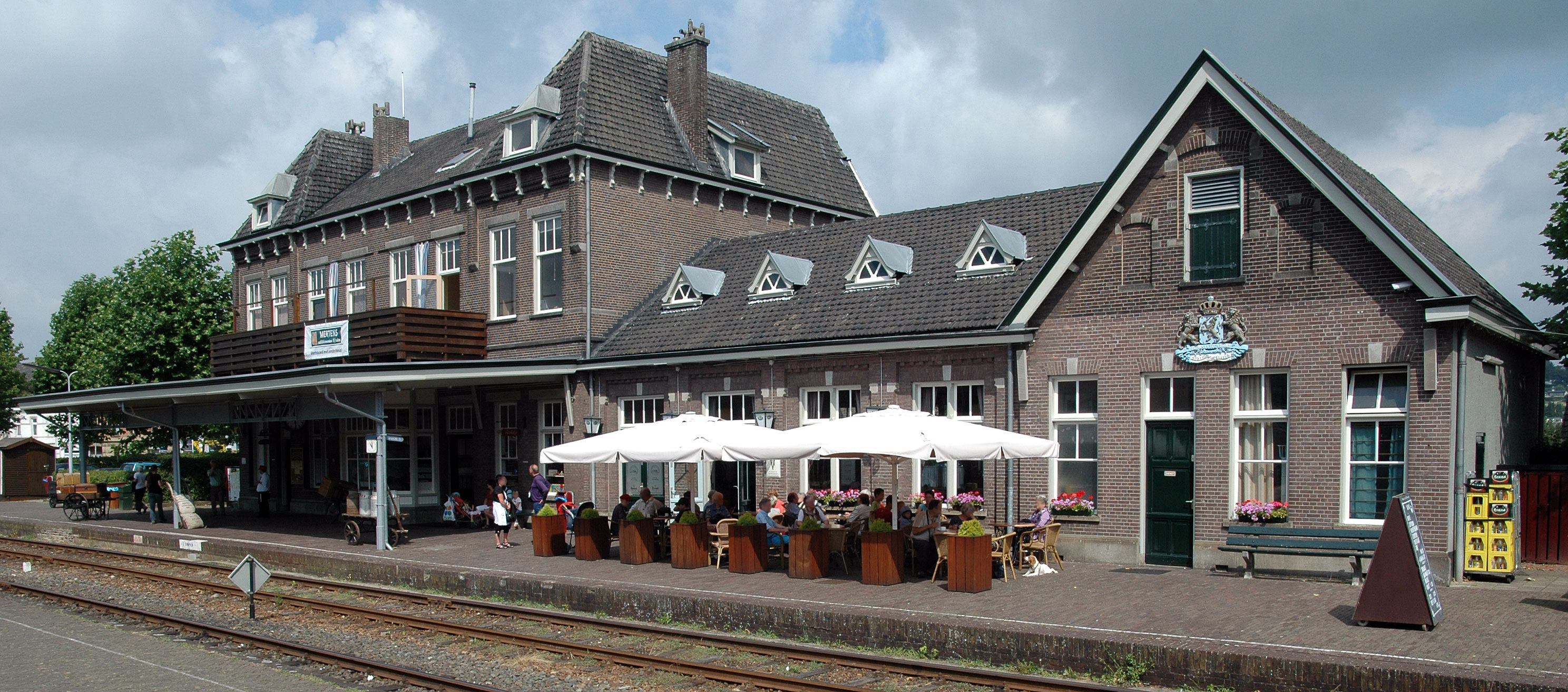
Bahnhof Simpelveld; Sitz der ZLSM

Nachdem 1969 im Rahmen des allgemeinen Zechensterbens im Aachen-Limburger Revier die Grube Domaniale Mijn bei Kerkrade geschlossen worden war, wurde die ursprünglich als Zechenbahn angelegte und von den Nederlandse Spoorwegen (NS) nur noch zum Personenverkehr betriebene Bahnstrecke Schaesberg–Simpelveld, regional als „Millionenlinie“ bekannt, unrentabel und am 28. Mai 1988 stillgelegt. Bereits wenige Monate zuvor fand sich vorausschauend eine Gruppe freiwilliger Eisenbahnenthusiasten, die diese Strecke nach ihrer Stilllegung als Museumsbahn mit historischen Zügen betreiben wollten. Dazu gründeten diese am 24. März 1988 die Zuid-Limburgse Stoomtrein Maatschappij mit Sitz in Simpelveld, die ausschließlich dem Erhalt und dem Betrieb historischer Eisenbahnlinien in Südlimburg dienen sollte.
Nun begann eine mehrjährige Planungsphase, in der sowohl Gelder akquiriert, Schienenfahrzeuge gekauft und Genehmigungen eingeholt, sowie mit angeworbenen und auszubildenden Freiwilligen der laufende Betrieb organisiert werden musste. Zunächst fiel das Hauptaugenmerk auf die alte Bahnstrecke Schaesberg–Simpelveld. Der Verein plante jedoch, diese bis Valkenburg aan de Geul betreiben zu wollen, was von den Nederlandse Spoorwegen vorerst abgelehnt wurde. Nachdem am 30. Mai 1992 die benachbarte Bahnstrecke Aachen–Maastricht stillgelegt worden war, bot sich hier für die ZLSM eine zweite Einsatzmöglichkeit an.
Mittlerweile erhielt die ZLSM seitens des niederländischen Wirtschaftsministeriums und des Europäischen Fonds für regionale Entwicklung verbindliche Zusagen über Fördergelder, denen sich später die betroffenen Gemeinden anschlossen. Hiermit konnten zunächst sieben K1A-Personenwagen angeschafft werden. Des Weiteren wurden der ZLSM von einer Metallwarenfabrik aus Born eine Diesel-Rangierlokomotive und durch den „Prinz Bernhard-Kulturfonds“ eine erste schwedische Dampflokomotive gespendet. Schließlich überließ die Nederlandse Spoorwegen am 28. Juli 1994 der ZLSM die gewünschte Strecke für zunächst zehn Jahre und erteilte ihr am 23. Dezember 1994 die Genehmigung, den 16,4 km langen Streckenabschnitt von Schin op Geul bis Kerkrade zu betreiben. Im April 1995 wurde auf dieser Strecke der Bahnbetrieb mit Dampflokomotiven offiziell aufgenommen, jedoch erst im September des Jahres durch den Vorsitzenden des Rates für Verkehrssicherheit, Pieter van Vollenhoven, feierlich eröffnet. Zwischen 2004 und 2006 verkehrte die ZLSM über Kerkrade hinaus bis nach Heerlen. Nachdem die Bahnstrecke Maastricht–Heerlen über Kerkrade (Heuvellandlijn) durch die Veolia Transportation übernommen worden war, blieb hier für die Museumsbahn kein Platz mehr. Schließlich wurde 2007 eine in früheren Jahren entfernte Weiche in Schin op Geul wieder neu eingebaut, so dass auf der alten Bahntrasse der Bahnstrecke Aachen–Maastricht nun durchgehende Fahrten bis nach Valkenburg aufgenommen werden konnten.
Zwischenzeitlich hatte die ZLSM zusätzlich den fünf Kilometer langen Abschnitt der stillgelegten Bahnstrecke Aachen–Maastricht von Aachen-Vetschau, einen Kilometer vor der niederländischen Grenze auf deutscher Seite, bis Simpelveld übernommen und konnte daraufhin ab dem Jahr 2000 auf dieser Strecke die zweite Museums-Bahnlinie eröffnen, welche seitdem überwiegend mit Schienenbussen betrieben wird.
Nachdem die ZLSM 2012 Liquiditätsprobleme bekommen hatte, erwarben am 12. Dezember 2013 die Provinz Limburg und die vier Anliegergemeinden Valkenburg, Simpelveld, Kerkrade und Gulpen-Wittem die Strecke und sicherten zusammen mit dem niederländischen Eisenbahninfrastrukturunternehmen ProRail den Erhalt der Strecke mit notwendigen Investitionen in die kostspielige Wartung der Infrastruktur.

## Museumsbahnbetrieb

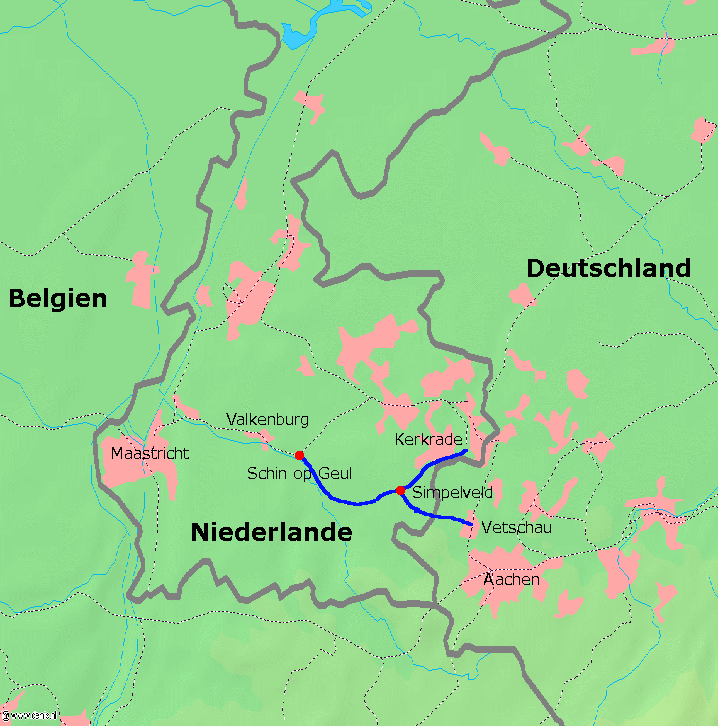
Museumsbahnstrecken der ZLSM

Dreh- und Angelpunkt aller Aktivitäten der ZLSM ist der nostalgisch hergerichtete Bahnhof Simpelveld, der 2010 seinen 100. Geburtstag gefeiert hat und in dem der Vereinssitz eingerichtet wurde. Auf dem Bahnhofsgelände werden unter anderem eine Drehscheibengrube, ein Wasserturm und eine Wassersäule, ein Kohlenbunker sowie Werk- und Wagenhallen mit Lokomotivwerkstatt präsentiert. Der ehemalige Visitationsraum des Zolls wurde als Restaurant im Stile der 1920er-Jahre hergerichtet.
Zwischen Mai und Oktober verkehrt die Museumsbahn in der Regel zweimal wöchentlich sowie zusätzlich an Feiertagen auf den Strecken Schin op Geul–Kerkrade und Simpelveld–Vetschau, wobei für die vielen Radausflügler ein Radtransport ermöglicht wird. Zusätzlich wird die Bahn an den Sonntagen von Januar bis März für Winter-Panoramafahrten eingesetzt. Darüber hinaus steht sie für besondere Aktionen zur Verfügung wie beispielsweise für Fahrten zum Weihnachtsmarkt nach Valkenburg, für Nostalgie- und Mottotage oder für Betriebsausflüge, die jeweils separat angekündigt werden.
Organisiert und durchgeführt werden diese Aktivitäten von nur wenigen hauptberuflichen Mitarbeitern, denen rund 240 ehrenamtliche Kräfte aus den verschiedensten Berufen zur Seite stehen. Diese Freiwilligen halten, soweit dies in ihren Möglichkeiten steht, die Infrastruktur in Stand und sorgen sich um den Erhalt und die Wartung des Fuhrparks. Dazu bietet die ZLSM für seine Helfer Kurse und Schulungen zum Diesel- und Dampflokführer, Heizer, Fahrdienstleiter, Rangierer oder Schaffner an.

## Infrastruktur

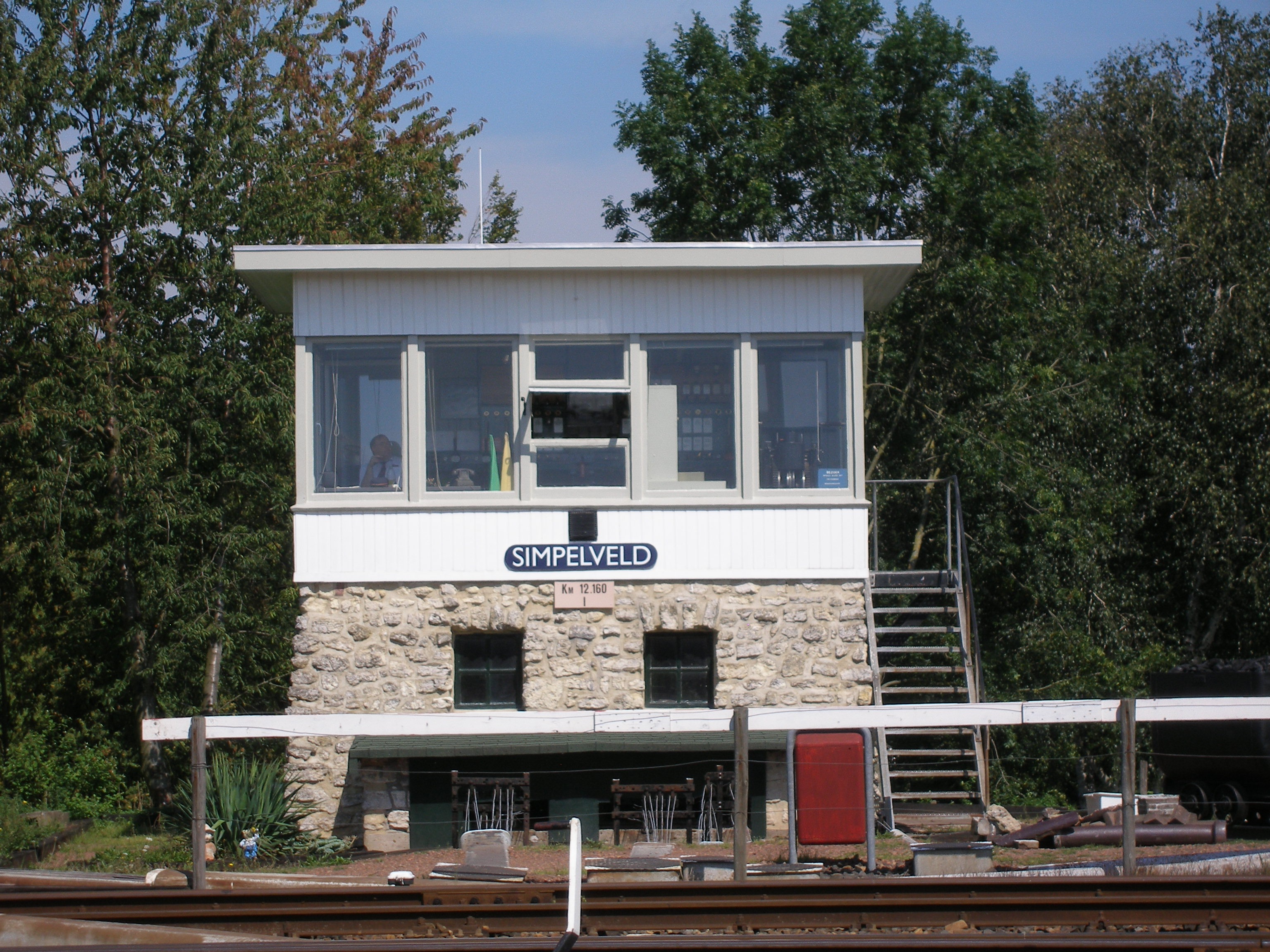
Stellwerk Simpelveld

Der Fahrbetrieb auf den beiden Bahnstrecken wird gemäß den alten Richtlinien der Nederlandse Spoorwegen durchgeführt und von den drei Stellwerken in Simpelveld und im Gulpener Ortsteil Wijlre gelenkt, wobei das Stellwerk in Wijlre abschaltbar ist und bei Bedarf von Simpelveld aus mitgesteuert werden kann. Diese waren 1992 von den Nederlandse Spoorwegen stillgelegt worden und wurden ebenso wie die Streckenbeschilderung und die Signalanlagen von den Ehrenamtlichen der ZLSM wieder aufgebaut. Das Stellwerk in Wijlre befindet sich im Bahnhofsgebäude. Es regelt den Betrieb auf den dort vorhandenen zwei Gleisen, wo ein manuell betriebener Streckenblock aus dem Jahr 1913 reaktiviert wurde. In Simpelveld gibt es insgesamt drei Stellwerke: In zwei unter Denkmalschutz stehende Stellwerkhäuschen sind die Posten I und II untergebracht, sie befinden sich an der Abzweigung der Strecken nach Aachen bzw. Kerkrade (Millionenlinie). Der Fahrdienstleiter hat seinen Arbeitsplatz wiederum zentral im Empfangsgebäude. An Tagen, an denen kein Museumsfahrdienst vorgesehen ist, steht kein Bahnwärterpersonal zur Verfügung und die Strecke kann nur mittels eines Chips genutzt werden, welcher zentral und nur für Gleisarbeiten, Rangierdienste oder ähnliche Aktivitäten ausgegeben wird.
Die Strecken der ZLSM sind überwiegend eingleisig, zwei Gleise liegen nur zwischen Wijlre und Schin op Geul. Erst in Simpelveld sind drei Gleise vorhanden, wobei Gleis drei hauptsächlich für den Schienenbusverkehr in Richtung Aachen-Vetschau benutzt wird, da von den Gleisen eins und zwei keine Möglichkeit besteht, auf direktem Wege in Richtung Aachen-Vetschau zu fahren.

## Werkstatt
Das technische Herz der ZLSM befindet sich in der 1996 eingeweihten Werkstatt, welche durch eine Verlängerung des Gleis 14 inzwischen rund 75 m Werkstattgleis bietet, inklusive Inspektions- und Ausachsgruben, mehreren einfachen Deckenkränen und einem großen Maschinenpark, welcher neben Senkbohrmaschinen, einer Presse, Öfen und einer Schmiede mehrere manuelle, Teil-Digitele und eine CNC Drehbank umfasst.
Mit einem hauptamtlichen Mitarbeiter und etwa 20 bis 30 Freiwilligen die über die Woche verteilt regelmäßig in der Werkstatt sind, ist die ZLSM in der Lage mehrere Projekte gleichzeitig voranzutreiben. Neben der Wartung des aktiven Fuhrparks befinden sich zurzeit (Stand Sommer 2017) ein belgischer Reisezugwagen und die Dampflok 52 532 in Generalüberholung. Die Miljoenenlijn ist dabei weitest gehend autonom, lässt lediglich einzelne Bauteile außerhalb aufarbeiten bzw. herstellen.

## Fuhrpark (Auswahl)

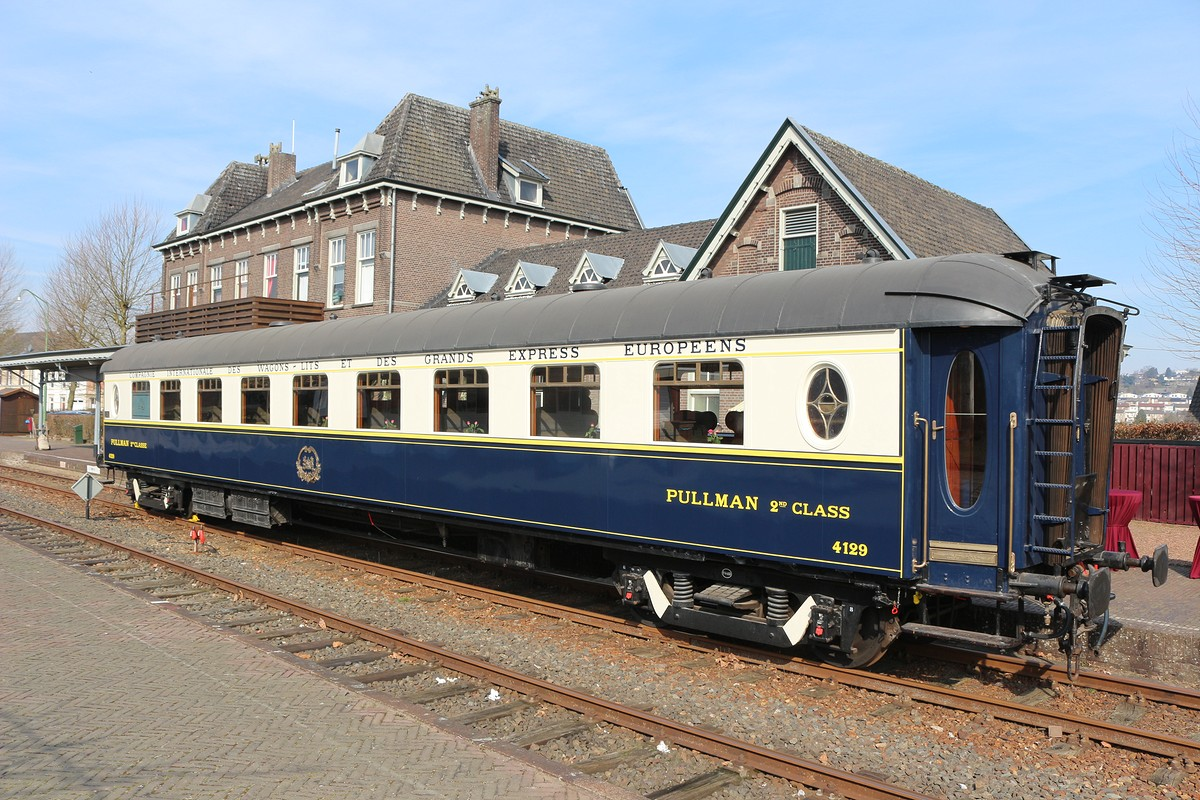
Reisezugwagen Pullmann

Im Laufe der Jahre hat sich die ZLSM einen historisch bedeutsamen Fuhrpark zusammengestellt, wobei zwar nicht mehr alle Fahrzeuge einsatzbereit sind, dafür aber zu Ausstellungszwecken zur Verfügung stehen. Bei den anfangs erworbenen und sich noch immer im Einsatz befindenden neun K1A-Personenwagen handelt es sich um Fahrzeuge aus dem Jahre 1934 der Firma Baume & Marpent, die von der Nationalen Gesellschaft der Belgischen Eisenbahnen (NMBS) zur Verfügung gestellt wurden. Diese wurden zwischenzeitlich unter anderem ergänzt durch zwei belgische 1934er Gepäckwagen und drei 1955 K3B-Modelle ebenfalls von der NMBS sowie von der Compagnie Internationale des Wagons-Lits durch zwei 1927-Pullman Salonwagen der Firma „Metropolitan-Cammell Carriage and Wagon Company Ltd“ aus Birmingham.
Die von der Metallwarenfabrik aus Born gesponserte und noch einsatzbereite dieselhydraulische Rangierlokomotive ist ein 1954 gebautes Fahrzeug der Klöckner-Humboldt-Deutz AG und wurde auf dem Namen „Lommaert“ getauft. Nachdem die ZLSM von der ehemaligen Schwedischen Staatsbahn Statens Järnvägar eine erste Dampflokomotive erhalten hatte, folgte die Anschaffung von drei weiteren Lokomotiven der Firma Nydqvist och Holm, von denen aktuell nur eine fahrbereit ist. Dazu kamen im Laufe der Zeit noch weitere dieselhydraulische Lokomotiven wie beispielsweise die Loc 244-02 „Esslingen“, Baujahr 1961, von der Maschinenfabrik Esslingen, die Loc 233-03 „Spaniol“, Baujahr 1964, von der Arnold Jung Lokomotivfabrik, die Loc 332-06 „Conrad“, Baujahr 1964, von der Firma Orenstein & Koppel sowie zwei dieselelektrische Rangierloks von der schottischen Firma Dick, Kerr & Co hinzu. Außerdem stellte die Nederlandse Spoorwegen noch den dieselelektrischen Triebwagen NS 179 aus dem Jahr 1952 zur Verfügung, der als „Blauer Engel“ bekannt ist.
Für den Fahrbetrieb auf der Strecke nach Vetschau wurden zwei Uerdinger Schienenbusse der Baureihe 798 von der Deutschen Bundesbahn angeschafft, die im Laufe der Jahre noch um einen Steuerwagen und drei Beiwagen ergänzt wurden. Ferner wurde für Arbeiten an den Gleisen eine derzeit nicht einsatzbereite Kranlokomotive erworben.
2005 erhielt die ZLSM ausschließlich zu Ausstellungszwecken von dem Nederlands Spoorwegmuseum die elektrische Straßenbahn LTM 610 aus dem Jahr 1931 der Firma Beijnes geschenkt, die in früheren Jahren für die Limburgsche Tramweg Maatschappij fuhr. 2010 wurde diese der Straßenbahn-Stiftung in Den Haag überlassen, die sie als „Limburger HTM 90“ ebenfalls zu Ausstellungszwecken einsetzt.

### Dampflokomotiven
| Lokomotive | Typ                    | Hersteller/Baujahr                    | Beschreibung | Bild |
| ---------- | ---------------------- | ------------------------------------- | --- | ---- |
| SJ E² 1040 | SJ Littera E²          | Nydqvist & Holm, 1910                 | Die älteste aller Dampfloks der ZLSM ist gleichzeitig die letzte schwedische Maschine die beschafft wurde und derzeit die einzige betriebsfähige Streckenmaschine auf der Miljoenenlijn. Da mit ihrer Schwester E 1090 (Achsfolge D) sehr gute Erfahrungen gemacht wurden, wurde E² 1040 im Jahr 1998 nach Süd-Limburg geholt. In der Bauart unterscheiden die beiden Maschinen sich jedoch leicht, da E² 1040 im Jahr 1946 eine zusätzliche Vorlaufachse zur Verbesserung der Laufeigenschaften, Senkung der Achslast und Erhöhung der Geschwindigkeit erhalten hatte (Achsfolge 1'D mit 2 Innenzylindern). Nach einer ersten Betriebszeit während der 2000er, damals mit einem recht eigenartig lackiertem Kessel in Himmelblau, den sie aufgrund der fälschlichen Behauptung eines Eisenbahnfreundes, dies entspräche der Originalfarbe, trug, wurde sie bis 2010 in der hauseigenen Werkstatt generalüberholt, wobei insbesondere Arbeiten an der kupfernen Feuerbüchse anfielen. Seit 2012 ist sie alleiniges Zugpferd der Museumsbahn und wird noch bis voraussichtlich Ende 2018 im Dienst sein. Eine anschließende Hauptuntersuchung ist derzeit vorgesehen. |      |
| SJ E 1090  | SJ Littera E (II)      | Nydqvist & Holm, 1911                 | E 1090 kam 1994 nach Simpelveld und war ein Jahr später die erste betriebsfähige Dampflok der Limburger. Nach rund 5 Dienstjahren ging sie aus dem Dienst. Eine begonnene Hauptuntersuchung wurde aufgrund schwerer Schäden an Rahmen und Kessel abgebrochen, da eine Aufarbeitung zeitlich und finanziell nicht zu rechtfertigen war. Eine rollfähige oder optische Aufarbeitung ist zukünftig jedoch nicht ausgeschlossen. |      |
| SJ B 1220  | SJ Littera B (II)      | Nydqvist & Holm, 1914                 | Die beiden Dampfloks der schwedischen Baureihe B (II) (Bauart 2'C h2) wurden 1994 durch die ZLSM aus der strategischen Reserve des schwedischen Militärs gekauft. Die Wahl fiel auf diese Maschinen, da sie der NS-Baureihe 4000 optisch ähnelten, welche nach dem 2. Weltkrieg von Schweden an die Niederlande geliefert wurden. Es bestehen jedoch konstruktive Unterschiede. So hatten die NS 4000er ein Drei-Zylinder Triebwerk, während die Bs mit zwei Zylindern ausgestattet sind. B 1220 wurde daher auch im Design der SJ gehalten, wobei der grau-blau lackierte Kessel an den ursprünglich gebläuten Stahl erinnert. Die Maschine wurde nach intensiver Aufarbeitung 2001 in Dienst gestellt und war viele Jahre die einzige betriebsfähige Dampflok der Miljoenenlijn. Im Herbst 2010 wurde sie abgestellt. Der starke Verschleiß des Fahrwerks zeigte, dass die Schnellzugloks der Baureihe B gegenüber den Güterzugloks wie der Baureihe E², nur bedingt für den Einsatz mit 40 km/h auf starker Steigung geeignet sind. Daher sollen sie künftig vornehmlich auf Hauptstrecken und als Paradelok zum Einsatz kommen. |      |
| SJ B 1289  | SJ Littera B (II)      | Nydqvist & Holm, 1916                 | B 1289 kam ebenfalls im Jahr 1994 ins Hügelland und wurde kurz nach E 1090 in Dienst gestellt. Von Anfang an war sie im Grün der Dampf-Ära der Niederländischen Staatsbahn gehalten, in Erinnerung an die NS-Baureihe 4000. 2010 wurde sie nach intensiver Aufarbeitung des Fahrwerks wieder unter Dampf gesetzt und fuhr mit der ebenfalls gerade fertig gestellten E² 1040 in Doppel-Traktion zum Event Zurück nach damals der Veluwsche Stoomtrein Maatschappij (VSM) in Beekbergen und zurück. Dieser Zeitraum vom Spätsommer 2010 bis zum Herbst des gleichen Jahres war der bislang einzige, in dem drei streckenfähige Dampflokomotiven gleichzeitig bei ZLSM fuhren. Nur zwei Jahre später wurde während der Kesseluntersuchung ein Schaden am Langkessel festgestellt, der zum damaligen Zeitpunkt irreparabel, da nicht schweißbar, schien. Die Maschine musste daher vorzeitig abgestellt werden. Eine neuerliche Schweißprobe steht noch aus, sollte diese aber erfolgreich sein, soll B 1289 im Anschluss an 52 532 wieder aufgearbeitet werden. |      |
| DR 52 532  | DR BR 52, DR BR 52.80  | Berliner Maschinenbau AG (BMAG), 1943 | 52 532 hat eine wechselvolle und bewegte Geschichte hinter sich. Gebaut um den Nachschub der Wehrmacht im Zweiten Weltkrieg zu gewährleisten, kam sie nach Ende des Krieges als Reparationsleistung zunächst in die Sowjetunion. Als eine der letzten Rückkehrerinnen in die DDR wurde sie in das Reko-Programm der Deutschen Reichsbahn aufgenommen und erhielt neben zahlreichen Entfeinerungen einen Reko-Kessel der Bauart 50E. Gegen Ende der Dampflokzeit wurde die nun als 52 8160-5 bezeichnete Maschine zur Heizlok umgebaut, wodurch unter anderem der charakteristische Mischvorwärmer entfernt wurde. Noch in der DDR wurde sie jedoch im BW Zwickau wieder betriebsfähig aufgearbeitet. Nach der Wende kam die Lok über Umwege zur VSM in die Niederlande. Dort wurde sie, nun im Privatbesitz, von 1998 bis 2005 unter ihrer ursprünglichen Nummer 52 532 eingesetzt. Diese Entscheidung wurde gefällt, da sie zwar einen Reko-Kessel besaß, optisch aber in vielen Punkten wie eine Altbau-Lok aussah. Die ZLSM benötigte mit dem überraschenden Ausscheiden von B 1289 eine weitere Dampflok, um eines Tages die nun allein fahrende E² 1040 abzulösen. Die übrigen schwedischen Dampfloks kamen aufgrund der nötigen, aufwendigen und kostenintensiven Arbeiten und der begrenzten Eignung der Bs für die Miljoenenlijn für diesen Zweck nicht in Frage. Man suchte daher nach einer deutschen Güterzug-Einheitslok oder einer aus diesen hervorgegangen Reko-Lok, da diese für die Strecke ideal schienen. Zudem wäre eine Aufarbeitung schneller und günstiger, da die Maschinen deutlich jünger und weniger komplex sind als die Schwedischen. Die Wahl fiel so auf 52 532, die als Leihgabe nach Simpelveld kam und seit Dezember 2015 aufgearbeitet wird. Ursprünglich wurde mit einer Indienststellung in der zweiten Hälfte 2018 gerechnet, die Arbeiten verzögern sich jedoch noch. Stand November 2022 befindet sich die Lok noch in Aufarbeitung. Mit einer Indienststellung wird im Verlauf des Jahres 2023 gerechnet. |      |
| NS 8826    | Hunslet Austerity      | Hunslet, 1944                         | Die Loks der Firma Hunslet wurden im Laufe des 2. Weltkrieges zur Standardrangierlok des britischen War Departments. NS 8826 wurde 1945 als WD 75115 in Dienst gestellt und nach Frankreich gebracht. Nach dem Krieg kam sie als NS 8826 zunächst zur Nederlandse Spoorwegen. Ab 1953 wurde sie bei der Steinkohlengrube Julia als Julia V eingesetzt, später zur LV 14, da die Gruben Julia und Laura zusammengelegt wurden. Ab 1972 war sie bei der Stichting Stoomtrein Tilburg Turnhout untergekommen, bei der sie ab 1976 bis zum Ende der SSTT 1981 auch unter Dampf stand. In dieser Zeit wurde die Lok mit einer Westinghouse-Luftdruck-Bremse ausgestattet. Es folgte bis 1998 ein Dasein als Denkmal bei der Metallhandel-Firma Raak. Seit 1998 ist NS 8826 Eigentum der ZLSM. Sie war als Rangierlok und Zuglok für kleine Zugverbände vorgesehen. Jedoch musste ihre Aufarbeitung zu Beginn der 2010er-Jahre aufgrund der wirtschaftlichen Probleme bei der Miljoenenlijn eingestellt werden. Die Maschine ist derzeit zerlegt, alle verwendbaren Bauteile sind eingelagert, der Rahmen steht auf Rollböcken in der Wagenhalle. |      |
| IFS 3/Anna | Rangierlok Bauart B-n2 | Krauss, 1921                          | Die zweiachsige Rangierlok wurde 1921 von Krauss in München für die Chemiefabrik Uetikon in der Schweiz gebaut und versah dort lange Zeit ihren Dienst. Später kam sie zum Institut für Schienenfahrzeugtechnik der RWTH Aachen, wo sie für kleine Experimente und als Anschauungsobjekt verwendet wurde. Aufgrund der wenigen Einsätze kam sie zur Unterhaltung zur ZLSM, steht der RWTH aber weiter zur Verfügung. Bei den Dampftagen 2017 wurde mit ihr sowie den Gastloks NS 8811, LTM 26 und WD 196 erstmals öffentlich mit Dampf auf der grenzübergreifenden Strecke Simpelveld-Vetschau (-Aachen) gefahren. |      |

### Diesel-Triebwagen
| Fahrzeug   | Typ      | Hersteller/Baujahr | Beschreibung | Bild |
| ---------- | -------- | ------------------ | ------------ | ---- |
| VT 798-647 | DB VT 98 | Uerdingen, 1956    |              |      |
| VT 798-668 | DB VT 98 | Uerdingen, 1959    |              |      |
| VS 998-872 | DB VS 98 | MAN, 1959          |              |      |
| VB 998-133 | DB VB 98 | Orion, 1955        |              |      |
| VB 998-306 | DB VB 98 | Rathgeber, 1962    |              |      |
| NS 179     | NS DE II | Allan, 1952        |              |      |

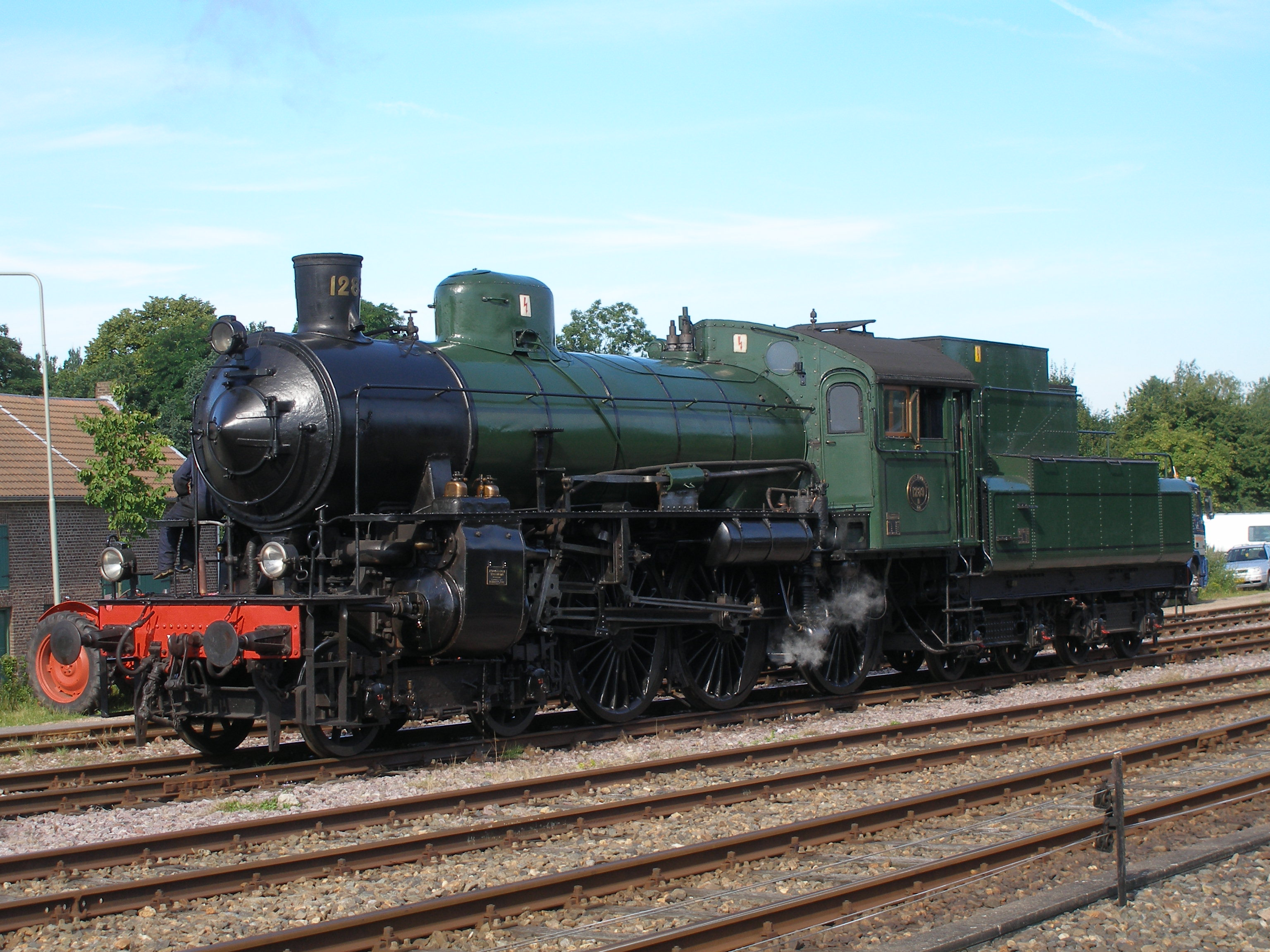
Schwedische Dampflokomotive B 1289
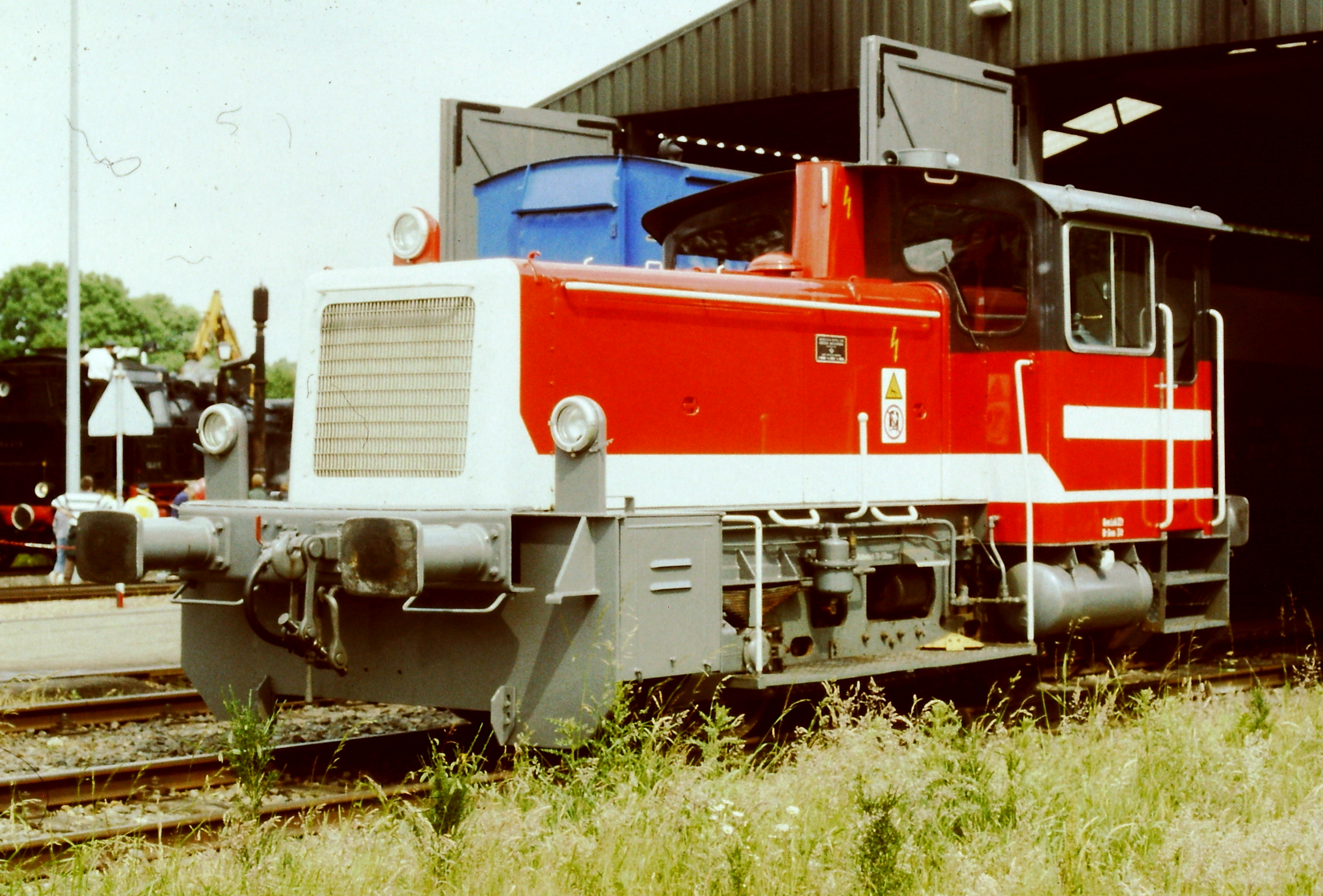
Dieselhydraulische Lokomotive Conrad
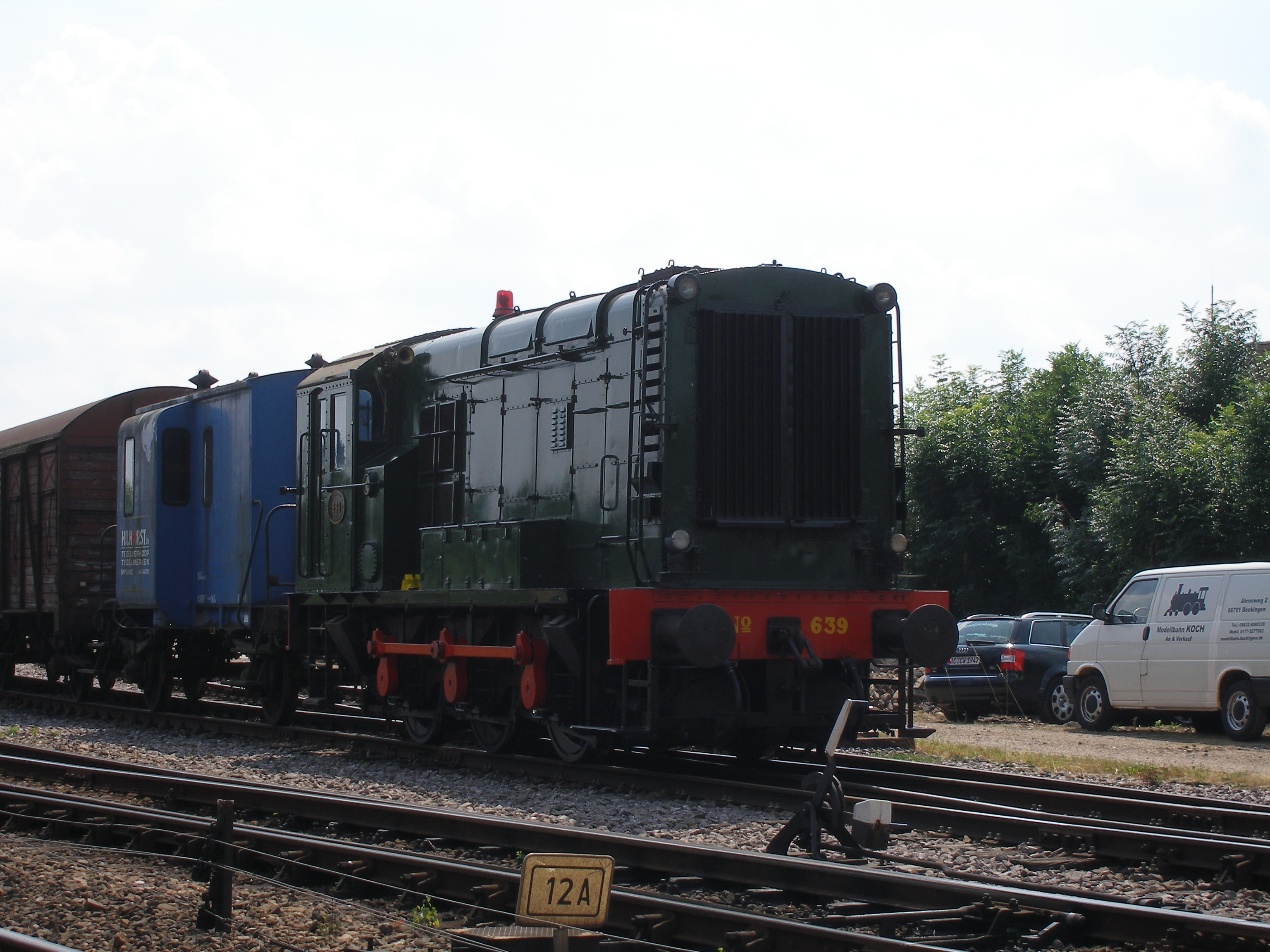
Dieselelektrische Lokomotive 639 Hippel
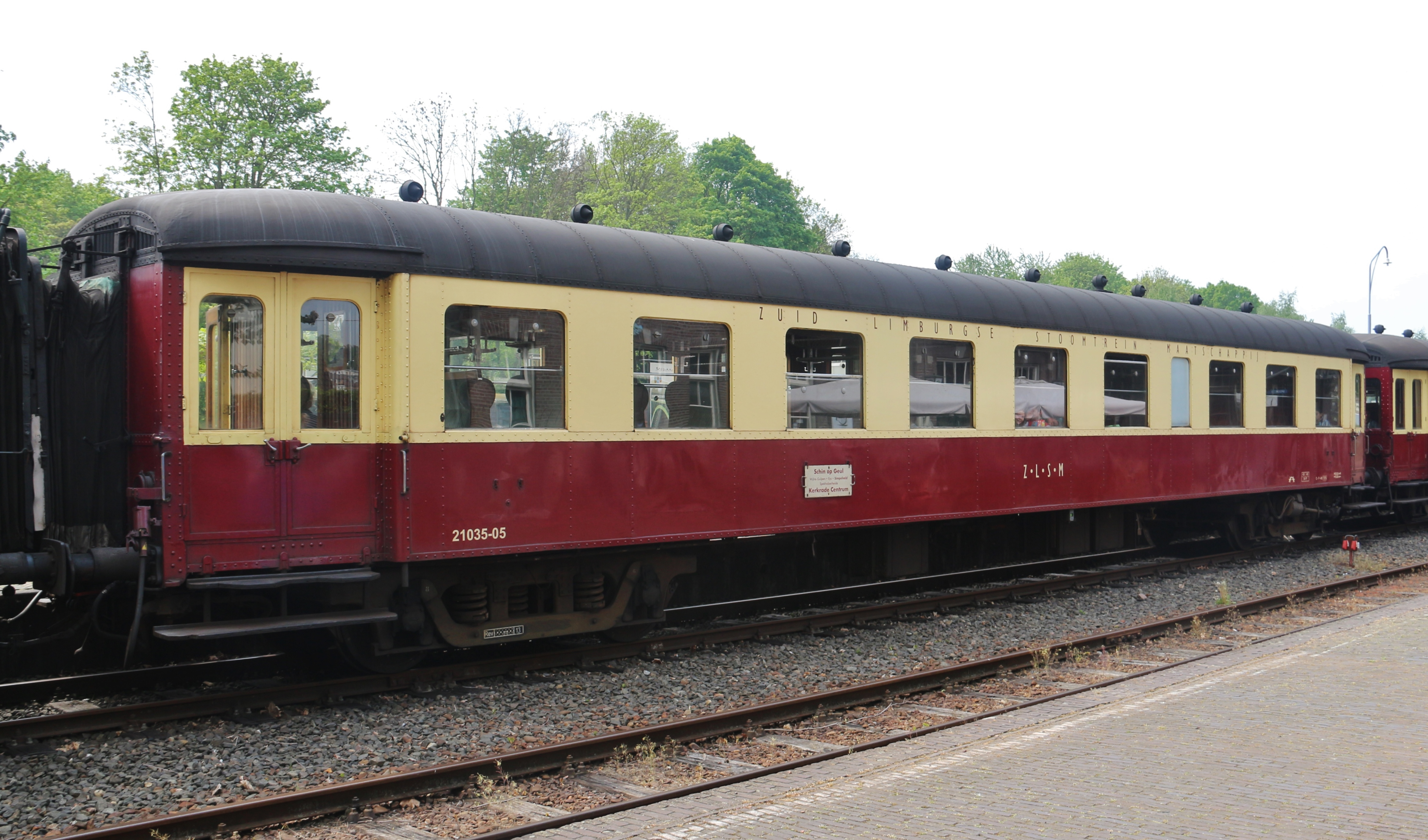
K1A-Reisezugwagen 21035-05
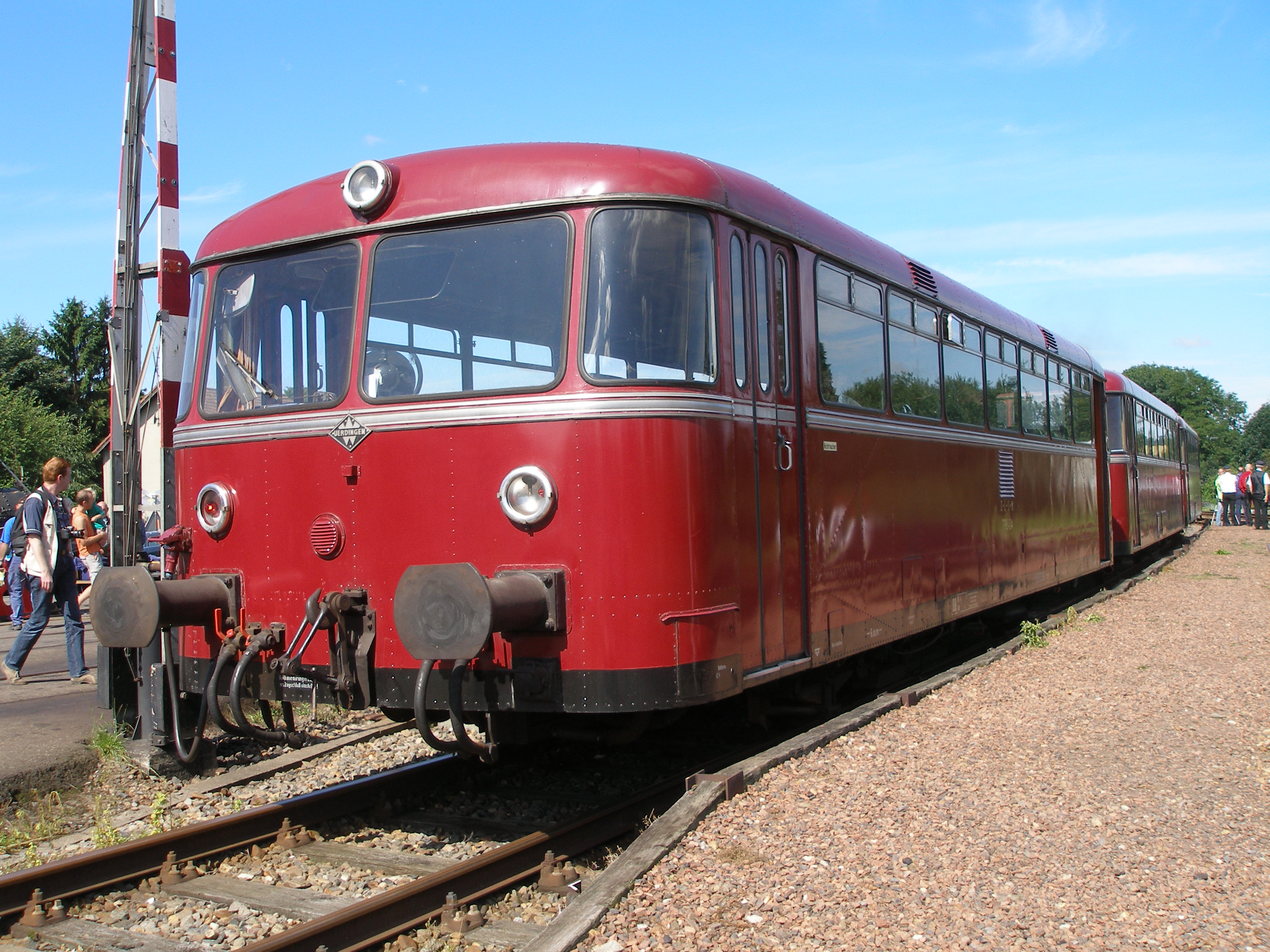
Uerdinger Schienenbus 798-04